# 아르투어 치머만

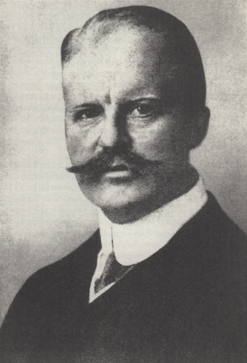
아르투르 치머만.

아르투르 치머만(독일어: Arthur Zimmermann, 1864년 10월 5일 ~ 1940년 6월 6일)은 1916년 11월 22일부터 1917년 8월 6일 사임 때까지 독일 제국의 외무 장관이었다. 그의 이름은 제1차 세계 대전 동안의 치머만 전보와 관련이 있다. 하지만 그는 아일랜드 항쟁, 인도 항쟁을 지원하는 계획과도 밀접히 관련이 있다.

## 경력
그는 당시 프로이센 왕국의 동프로이센 마르그라보와, 지금의 폴란드 올렉코에서 태어났다. 그는 1884년부터 1887년까지 동프로이센 쾨니히스베르크 그리고 라이프치히에서 법학을 전공했다.
하급 변호사로 경력을 쌓은 뒤, 그는 1893년 법학박사 학위를 취득했다. 그는 외교 분야에서 경력을 시작하여, 베를린에서 영사업무에 종사했다. 그는 1896년 중국에 도착했으며, 1900년에는 영사의 지위에 올랐다. 극동에 있는 동안 그는 중국의 의화단 운동을 목격했다. 나중에 외무부로 소환되어, 1911년에는 부장관이 되었고, 1916년 11월 24일, 고틀리브 폰 야곱의 뒤를 이어 외무장관이 되었다. 실제로 그는 내성적인 야곱 장관 때문에, 지명전 수년동안을 외국대표와의 협상을 맡아왔다. 그는 최초의 비-귀족출신 외무장관이 되었다.

## 크론라트(숙의)
현직 외무 장관으로서, 1914년 소위 크론라트라 불리는 숙의에 빌헬름 2세와 수상 테오발드 폰 베스만 홀웨그와 함께 참여했다. 그리고 그 숙의에서의 결정은, 사라예보에서 프란츠 페르난드 오스트리아 대공이 암살 당한, 오스트리아-헝가리 제국을 지원하는 것이었다. 그는 나중에 숙의에서 결정적인 것은 황제의 의견이었다며, 책임을 부인했다. 하지만 수상과 치머만은 동의했었다.

## 아일랜드 항쟁
1914년 치머만은 아일랜드 혁명단의 로저 케이스먼트의 방문을 받았다. 계획은 75,000개의 소총을 가진 25,000명의 군대를 아일랜드의 서쪽에 상륙시키는 것이었다. 하지만, 독일 작전 참모는 동의하지 않았다. 1916년 케이스먼트는 아일랜드로 돌아갔고, 붙잡혀서, 처형당했다. 노르웨이 국기를 휘날리는, "아우드"라고 재명명된 독일 배가 아일랜드 남부해안에 20,000정의 소총을 내려 놓았다. 하지만 반군과 연계에 실패하고, 그 배는 선원들에 의해 침몰되었다. 이러한 지원을 계획한, 소수의 아일랜드 혁명단은 더블린에서 부활절 항쟁을 시작했다. 비록 항쟁이 실패하였지만, 그것의 정치적인 효과는 1919-1922년 영국-아일랜드 전쟁을 이끌었으며, 아일랜드 자유국의 탄생을 가져왔다.

## 치머만 전보와 사임
1917년 8월 6일, 그는 외교 장관을 사임했으며, 리차드 폰 쿨만이 그자리를 이어 받았다. 사임의 이유 중의 하나는 1917년 1월 그가 보낸 유명한 치머만 전보였다. 제1차 세계 대전이 시작된지 2년 반 동안 연합국이 북 프랑스와 벨기에의 참호 속에서 동맹국과 싸우고 있을 때, 미국은 중립을 지키고 있었다. 비록 우드로우 윌슨이 "그는 우리를 전쟁에서 벗어나게 한다"는 구호로 재 당선이 되었지만, 갈수록 그러한 입장을 유지하기가 어려웠다. 한동안 영국 해군이 독일선박에 대해 성공적인 해상봉쇄를 한 후, 독일 사령부는 전면적인 잠수함 공격이 난국을 헤쳐 나갈수 있을거라 결론 지었다. 비록 결정이 1917년 1월 9일에 됐으나, 미국인들은 1월 31일까지 작전을 알지 못했다.독일은 경고없이 상선을 침몰시키지 않고, 가능한 임명을 구조한다는, 서섹스 확약을 폐지하고, 1917년 2월 1일부터 무제한 유보트 군사작전을 시작했다. 미국 선박이 이 작전하에 공격 당할 것이 분명하였기 때문에, 미국의 분쟁 참전은 시간 문제였다. 미국은 이것에 매우 화가 났으며, 독일이 미국에 그러한 공격을 한다는 것에 놀랐다.

### 배경
독일은 20세기 초부터 멕시코에서 갖가지 이권을 추구하고 있었다. 스페인, 영국, 프랑스가 이미 그곳에 나라들을 만들었으나, 독일은 이 지역에선 지참자였다. 하지만 독일 황제는 계속 영향력을 유지하려고 하였다. 치머만이 외무 장관 재직 동안 논의된 옵션 중에는, 두 나라 사이에 통신을 개선시키고, 멕시코 해군을 위해 독일 잠수함을 판매하는 독일의 제안이었다. 뉴 멕시코에 멕시코 혁명군의 장군 프란시스코 빌라가 국경을 넘어 공격했을 때, 뉴멕시코 대통령 월슨은 공격자들을 추적하기 위하여, 징벌 원정군을 보냈다. 독일이 아직까지 미국과 중립을 유지하려 노력하는 동안, 치머만 전보에서의 그의 제안은 멕시코와 독일이 동맹을 맺는 것이었다. 대가로 독일은 경제적인 도움과 멕시코의 전 영토, 텍사스, 뉴멕시코, 아리조나를 멕시코에 반환을 약속했다.

### 발송
1917년 1월 16일 치머만 독일 외무 장관은 워싱턴에 있는 독일대사 조한 폰 베른스트로프에게 보냈으며, 그는 그 전보를 멕시코에 있는 독일대사 하인리히 폰 에카르트에게 비밀리에 보냈다. 영국 정보부는 1월 17일 그 전보를 중간에서 가로챘으나, 영국 암호사용자, 멕시코 주재 독일 대사관 누구도 가지고 있지 않는 새로운 코드로 그 암호가 보내졌으므로 그 단계에서는 암호를 해독할 수 없었다. 나중에 메시지의 내용을 해독했다.